# إيان ماكي
إيان ماكي هو سياسي بريطاني، ولد في 2 أبريل 1940 في ساوث شيلدز ‏ في المملكة المتحدة. نشط حزبياً في الحزب الوطني الإسكتلندي. في الانتخابات النيابية العمومية الاسكتلندية 2007 ‏، انتخب عضو البرلمان الاسكتلندي الثالث ‏ عن دائرة لوثيان ‏ وقد انضم خلال فترته النيابية ‏ (3 مايو 2007 – 22 مارس 2011) للكتلة البرلمانية الحزب الوطني الإسكتلندي.

## وصلات خارجية
- الموقع الرسمي